# Енгус Туйрмех Темрах
53°34′39″ пн. ш. 6°36′43″ зх. д. / 53.57750° пн. ш. 6.61194° зх. д.
Енгус Туйрмех Темрах — (ірл. — Óengus Tuirmech Temrach) — верховний король Ірландії. Час правління: 262—232 до н. е. (згідно з «Історією Ірландії» Джеффрі Кітінга) [2] або 385—326 до н. е. (відповідно до «Хроніки Чотирьох Майстрів») [3]. Син Еохайда Айтлехана (ірл. — Eochaid Ailtlethan). Прийшов до влади після вбивства свого попередника — Фергуса Фортамайла (ірл. — Fergus Fortamail), який був вбивцею його батька (звичай кровної помсти).

## Родина
Сини — Енна Айгнех та Фіаха Фер Мара (ірл. — Énna Aignech, Fiacha Fer Mara). Енна Айгнех пізніше став верховним королем Ірландії, був предком славетних королів на ймення Конн Сто Битв та Ніл Дев'яти Заручників. таким чином, Енгус Туйрмех Темрах був засновником великих королівських династій, які правили Ірландією понад тисячоліття. Фіаха Фер Мара був предком Айліля Еранна (ірл. — Ailill Érann) та клану Дедад (ірл. — Clanna Dedad).
Згідно легенди, Фіаха Фер Мара був зачатий в результаті інцесту п'яного короля Енгуса зі своєю дочкою. Дитину від цього гріховного зв'язку потім загорнули в пурпурову мантію з золотою бахромою і пустили на човні в море. «Фер Мара» в перекладі — «Людина Моря». Його знайшли в морі рибалки і взяли собі на виховання. Він став предком багатьох великих королівських династій, в тому числі предком династії королівства Дал Ріада — ірландського королівства, що було розташоване на території нинішньої Шотландії і предком королівських династій Шотландії.

## Правління
«Книга захоплень Ірландії» повідомляє, що його ймення «Туйрмех Темрах» означає «Розплата Тари» — Тара або Темра — це давня столиця Ірландії, резиденція верховних королів Ірландії. У цій же книзі повідомляється, що Енгус Туйрмех Темрах здійснив те, що «вперше було здійснено в Ірландії» [1]. Джеффрі Кітінг вважав, що його наймення означає «сором Тари» по причині інцесту — кровозмішування і народження Фіахи [2]. Енгус Туйрмех Темрах правив Ірландією протягом тридцяти чи навіть шістдесяти років. Помер у Тарі — судячи по всьому своєю смертю. Трон успадкував його племінник Коналл Колламрах (ірл. — Conall Collamrach). «Книга захоплень Ірландії» синхронізує його правління з правлінням Птолемея VI Філометора в Єгипті (180—145 до н. е.) [1]. Але Джеффрі Кітінг та Чотири Майстри відносять його правління до більш давніх часів [3].